# Bărăgani deportálások
A bărăgani deportálások a romániai kommunista kormányzat által 1951-ben szervezett akció volt, melynek során mintegy negyvenezer különböző nemzetiségű embert telepítettek ki a jugoszláv határzónából a Bukarest és a Duna között elterülő Bărăgan síkságra. Az érintettek a Bánság lakói voltak egy 25–50 kilométeres sávban a jugoszláv határ mentén Óbéba (Temes megye) és Gruia (Mehedinți megye) között. Bár 1956-ban, Románia ENSZ-csatlakozásakor fel kellett számolni a Bărăgan-síkság lágereit, és megengedték a túlélőknek, hogy visszatérjenek szülőföldjükre, egy részület munkatáborrá alakítottak politikai elítéltek számára.

## Előzmények
A Joszif Visszarionovics Sztálin és Josip Broz Tito közötti szakadást követően (amely a keleti blokk országainak gazdasági és politikai fejlődéséről vallott eltérő nézetek miatt következett be, és 1948. júniusban maga után vonta Jugoszlávia kizárását a Kominformból), növekedett a feszültség Jugoszlávia és a Sztálin oldalán álló Románia között. A román állam vezetői biztonsági  kockázatnak minősítették a Bánság jugoszláv határzónában élő lakosságát, ezért kidolgoztak egy tervet a határzóna „politikailag megbízhatatlan elemektől” való megtisztítására.

## Deportálás

### Előkészület

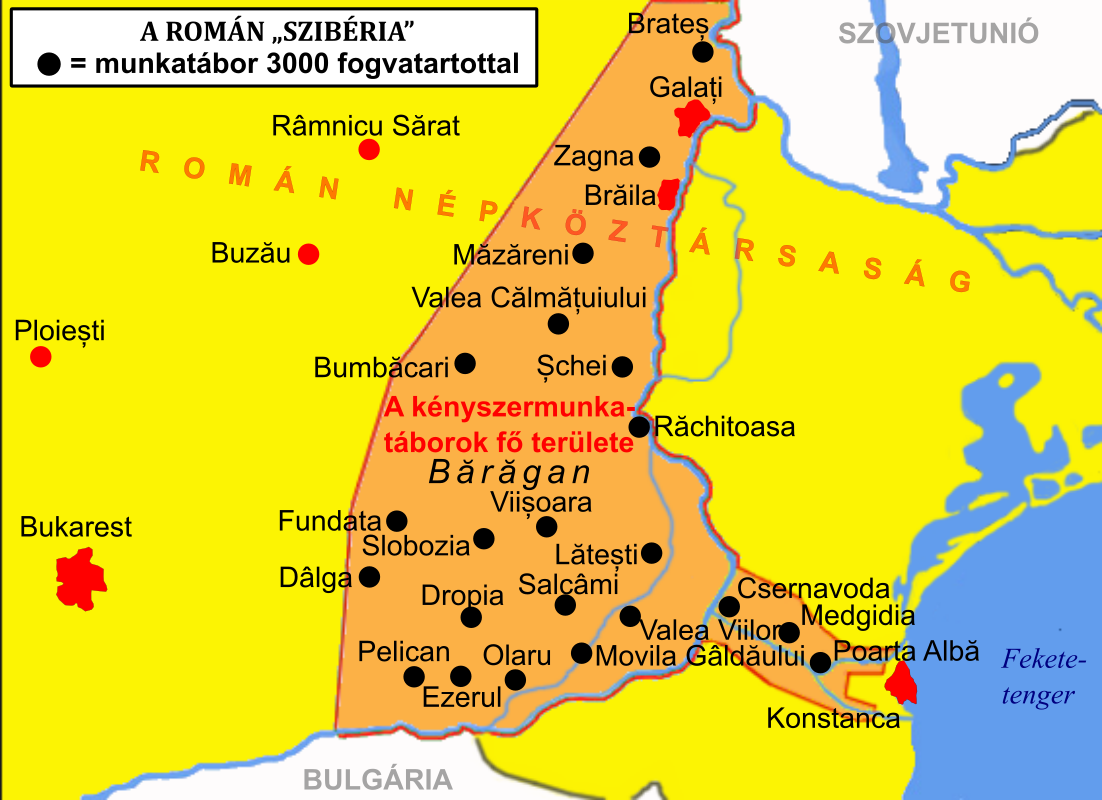
A Bărăgan és a Duna–Fekete-tenger-csatorna munkatáborai, 1951–1956

A kitelepítéssel a tőkéseket és a kommunizmus egyéb ellenfeleit, az úgynevezett osztályellenségeket kellett ártalmatlanná tenni. A román vezetésnek ugyanakkor az is célja volt, hogy megtörje az ellenállást a mezőgazdaságban bevezetendő kollektivizálással szemben, és betelepítse a „Románia Szibériájának” is nevezett Bărăgan gyéren lakott vidékét, és bevonja az eddig nem hasznosított sztyepp területét a mezőgazdasági művelésbe.
1950. november 14-én a Securitate összeállította azoknak az elemeknek a kitelepítési tervét, akiknek a jelenléte veszélyesnek minősül a jugoszláv határ 25 kilométeres sávjában, amelyet három hónap alatt kellett befejezni. A kitelepítés 12 791 családot, összesen 40 320 személyt érintett, aki között vegyesen fordultak elő németek, szerbek, magyarok, bolgárok, de románok is 297 faluban. Bánát tartományból (Temes és Krassó-Szörény megye) 33 446 főt, Olténia tartományból (Mehedinți megye) 6874 főt telepítettek ki. Az intézkedés a következő célcsoportokra irányult:
- 19 034 kulák és fogadós
- 1330 külföldi állampolgár
- 8477 besszarábiai
- 3557 aromán
- 2344 Wehrmacht-kollaboráns
- a romániai Deutsche Volksgruppe 257 vezetője
- 657 csempész és embercsempész
- 1054 titoista
- 1218 személy, akinek a rokonai külföldre szöktek
- a szocialista rend 731 ellensége
- az antikommunista ellenállás 367 segítője
- 162 nagybirtokos és gyáros
- 341 politikai és köztörvényes elítélt
- 590 olyan személy, akik a határzónán kívül éltek
- 21 kereskedő
- 180 egyéb

A kitelepítés a Román Népköztársaság Minisztertanácsának 344/1951. március 15. határozata alapján következett be:
A belügyminisztérium felhatalmazást kap, hogy ennek a határozatnak az alapján elrendelje minden olyan személynek az áttelepítését a túlnépesedett területekről, akinek a jelenléte ott jelenleg nem indokolt, valamint minden olyan személynek az áttelepítését bármely településről, akik a dolgozó néppel szembeni magatartásukkal kárt okoznak a Román Népköztársaságban a szocializmus építésének. Az áttelepítettek számára bármely településen kényszerlakhelyet lehet elrendelni.
A koordinációs bizottság tagjai Alexandru Drăghici és Marin Jianu miniszterhelyettesek, Pavel Cristescu, a milícia altábornagya és Vladimir Mazuru, a Securitate vezérőrnagya voltak. Teohari Georgescu belügyminiszter és Ana Pauker külügyminiszter a Román Munkáspárt Politikai Bizottságának tagjaként a kitelepítés fő kezdeményezői és szervezői közé tartoztak.

### Végrehajtás

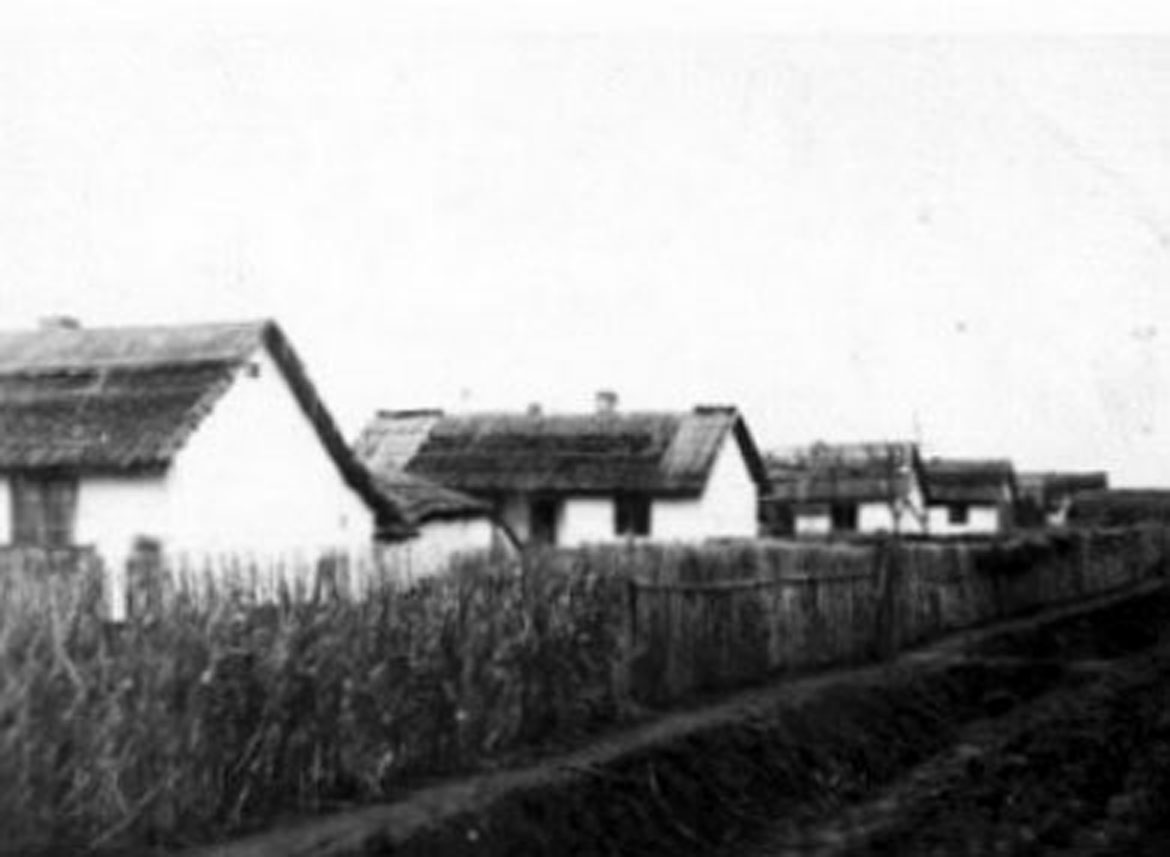
A kitelepítettek által épített, már nem létező Giurgenii Noi (Răchitoasa) falu

A kitelepítések 1951. június 16-án kezdődtek el a nagyváradi határőr-akadémia 10 229 tagja és egy tűzoltóiskola képviselőinek közreműködésével; 1964 katona tartalékként szerepelt. A parancsot Mihai Burcă vezérőrnagy, belügyminiszter-helyettes és Eremia Popescu vezérőrnagy, a Securitate egységeinek minisztere adta ki.
Az érintett falvakat körbezárták, a listán szereplő kitelepítendő személyeket éjszaka közepén felébresztették, és felszólították őket, hogy két órán belül jelenjenek meg a vasútállomáson. Csak annyit vihettek magukkal, amit elbírtak. A tulajdonuk többi részét egy speciális bizottság az eredeti érték töredékéért értékesítette. A szállításhoz 2656 személykocsit és 6211 teherkocsit készítettek elő. Az utazás célját nem közölték. Az első vonatok június 16. és 20. között indultak el. A vonathiány miatt sokaknak két-három napig kellett várakoznia a hőségben. A csapatok által biztosított vonatok nem álltak meg a rendes állomásokon, hogy elkerüljék az érintkezést a többi polgárral.
A megérkezés után a „szerencsésebbeket” különleges, szovjet elnevezésű falvakban rögtönzött szalmatetős agyagkunyhókban helyezték el, a többieket a tarlókon rakták ki, ahol mintegy 2500 m² nagyságú, karókkal kijelölt telket kaptak. Kenyeret és vizet csak ritkán osztottak.
A mindenütt jelen levő hiány, a kedvezőtlen körülmények, a forró nyarak és tartós faggyal és hóviharral (crivăț) járó tél ellenére a kitelepítetteknek sikerült agyagból és fából egyszerű házakat építeniük; addig is ponyvával borított gödrökben laktak. Utána kezdték a vályogvetést a házak építéséhez; a házakat náddal fedték be. A túléléshez elengedhetetlen volt a kútfúrás és a föld megművelése.
A kitelepítettek csak a lakóhelyüktől 15 kilométeres távolságban közlekedhettek, és a személyi igazolványukban a fénykép alatt a „D.O.“ (román nyelven Domiciliu Obligatoriu, azaz kényszerlakhely) megjegyzés állt. Külső látogatót nem fogadhattak. A kitelepítetteknek mintegy egynegyede hunyt el a deportálás alatt.

### Visszatérés
1956-ban, Románia ENSZ-csatlakozásakor fel kellett számolni a Bărăgan-síkság lágereit, ezek után megengedték a túlélőknek, hogy visszatérjenek szülőföldjükre. A hazatérést és ingatlantulajdonuknak visszaadását az 1955. december 7-i 2694-es rendelet szabályozta. A határozatban javasolták az időközben megalakult mezőgazdasági termelőszövetkezeteknek, hogy vegyék fel tagjaik közé a hazatérőket. 
A mezőgazdasági területeket 1956-ban nem adták vissza, mert azok már átkerültek a mezőgazdasági termelőszövetkezetek és állami gazdaságok  tulajdonába. A házakat betelepülők foglalták el, vagy tönkrementek. A német visszatérők azonban, ha korlátozásokkal is, de visszakapták 1945-ben kisajátított házaikat. Ennek ellenére a mezőgazdaságban dolgozó német nemzetiségűek száma az 1948-as 74%-ról 1956-ban 22%-ra esett vissza.

### Munkatáborok politikai elítéltek számára
A Bărăganon hátramaradt települések többségét a román hatóságok elpusztították. Csak néhány település maradt meg, amelyeket utóbb munkatáborokká alakítottak politikai elítéltek számára. Politikai foglyok dolgoztak Rubla, Fundulea vagy Lătești lágerekben; többek között itt raboskodott néhány évig Paul Goma disszidens író, Maria Antonescu marsallné, Nadia Russo pilótanő, valamint 1959-től 1964-ig Visky Júlia (Visky Ferenc bebörtönzött református lelkész felesége) hét gyermekével, köztük Visky Andrással, akinek 2022-ben jelent meg az ezt az időszakot feldolgozó Kitelepítés című regénye.

## Hatása

### Nemzetközi tiltakozás
1951. szeptember 25-én a bajor tartományi gyűlés elítélte a deportálást, és a több tízezer ember erőszakos elűzését a szülőföldjéről az emberi jogok megsértésének nyilvánította.
A Bundestag 1951. október 17-i tiltakozásában megállapította, hogy a Bărăgan-síkságra való deportálás olyan körülmények között történt, amelyek ellentmondanak az emberségnek és az emberi méltóságnak. A parlament felszólította a szövetségi kormányt, hogy nyújtson be tiltakozást az Egyesült Nemzetek Szervezetéhez.

### Az érintettek reakciója
Sok német nemzetiségű érintettben az elhurcolás megérlelte a szándékot, hogy mielőbb elhagyják Romániát és lehetőleg Németországban vagy Ausztriában telepedjenek le. Többségük számára ez csak a Németország és Románia között 1978-ban megkötött egyezmény után vált lehetségessé. Ettől az időponttól kezdve tömeges elvándorlás kezdődött el, ami az 1980-as években erősödött, és az 1989-es romániai forradalom után is folytatódott. A 2011-es népszámláláskor Arad, Krassó-Szörény és Temes megyében összesen 14 310 német lakost jegyeztek fel, szemben az 1930-as 273 670, az 1956-os 182 008 és az 1977-es 159 674 fővel.

### Rehabilitáció és jóvátétel
1990-ben Temesváron megalakult az egykori bărăgani deportáltak egyesülete (Asociația Foștilor Deportați în Bărăgan). A szervezet fő célja a kitelepítés tudományos feldolgozása, és a kutatási eredmények közzététele. Az egyesület tanácsadással áll az érintettek rendelkezésére, és kiáll a kárpótlásuk mellett.
Ugyanabban az évben a román kormány elfogadta a 118/1990 számú törvényerejű rendeletet, amely a kényszermunka és kitelepítés idejét szolgálati időnek ismeri el a nyugdíj megállapításánál olyan módon, hogy minden év egy év és hat hónapnak számít. Ebbe beleszámít minden olyan idő, amelyet 1945. március 6-a után kényszermunkával vagy az 1944. augusztus 23-iki átállás után kényszerű külföldi kitelepítésben töltöttek.
1997. május 1-jén Adrian Severin román külügyminiszter bocsánatot kért Klaus Kinkel német külügyminisztertől azokért a jogtalanságokért, amelyeket a német népcsoport elszenvedett a kommunista diktatúra idején. A bánáti svábok deportálása mellett kitért a romániai németek Szovjetunióba hurcolására is, valamint az 1970-es és 1980-as években zajló emberkereskedelemre.
2009. június 2-án a román parlament elfogadta a 221/2009 számú törvényt a politikai ítéletekről és a hozzájuk kapcsolódó adminisztratív intézkedésekről, amelyeket 1945. március 6. és 1989. december 22. között hoztak. A törvény előírta, hogy minden olyan személy, akit a megnevezett időszakban politikai ítélet vagy politikai jellegű adminisztratív intézkedés sújtott, a törvény hatálybalépését követő három éven belül bíróságon kérhet kártérítést az államtól az elszenvedett erkölcsi és anyagi károkért, valamint az eredeti jogokba visszahelyezést, amennyiben az ítélet jogfosztás vagy katonai lefokozás volt.
A 118/1990 számú kártalanítási törvényt 2013. július 2-án a 211/2013 számú törvénnyel kiterjesztették azokra az érintettekre is, akik már nem román állampolgárok.

## Emlékezet

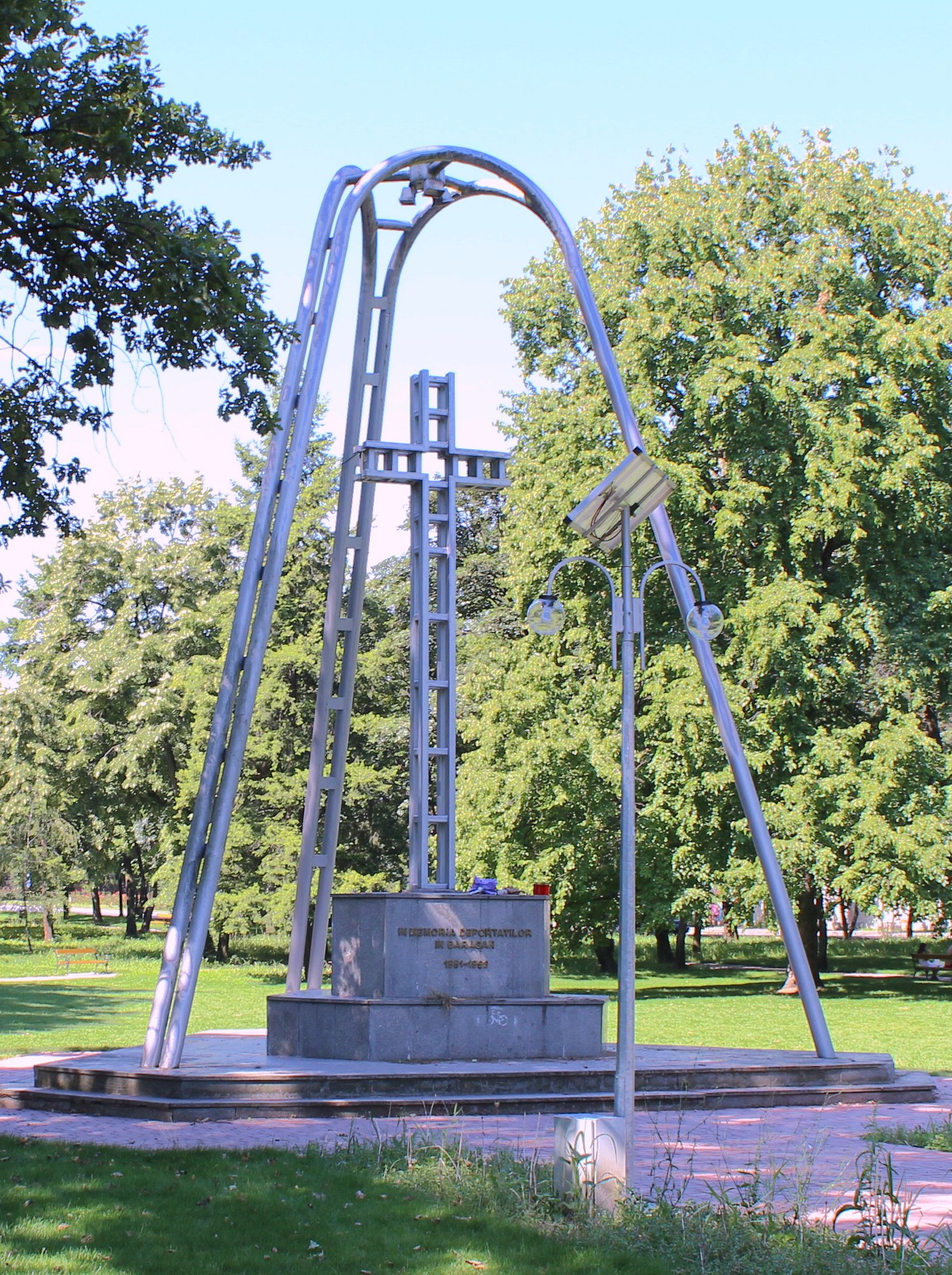
A Bărăganba deportáltak emlékműve Temesváron (2016)

A volt deportáltak egyesülete munkásságának következtében a 45. évforduló alkalmából 1996-ban Temesváron felállították a Bărăganba deportáltak emlékművét.
2001. május 13-án megemlékezést tartottak Münchenben 50 Jahre Baragan-Deportation mottóval Edmund Stoiber akkori bajor miniszterelnök védnökségével. Az előadások és pódiumbeszélgetések mellett megnyílt egy azonos témájú kiállítás is.
2001. június 13-án a Ialomița megyei Fundata faluban is felállítottak egy emlékművet, amelynek márványlapjaira az összes kitelepített nevét felvésték.
A bukaresti Falumúzeumban  2011. március 25. és május 1. között nyílt emlékkiállítás Rusaliile Negre: Deportarea în Bărăgan ('Fekete pünkösd: a bărăgani deportálás') címmel.
A volt deportáltak egyesületének kezdeményezésére a temesvári Bánáti Falumúzeumban felépítették egy kitelepített lakhely valósághű másolatát.

## Fordítás
Ez a szócikk részben vagy egészben  a   Deportation in die Bărăgan-Steppe című német Wikipédia-szócikk ezen változatának fordításán alapul.  Az eredeti cikk szerkesztőit annak laptörténete sorolja fel. Ez a jelzés csupán a megfogalmazás eredetét és a szerzői jogokat jelzi, nem szolgál a cikkben szereplő információk forrásmegjelöléseként.